# Jon-Michael Ecker

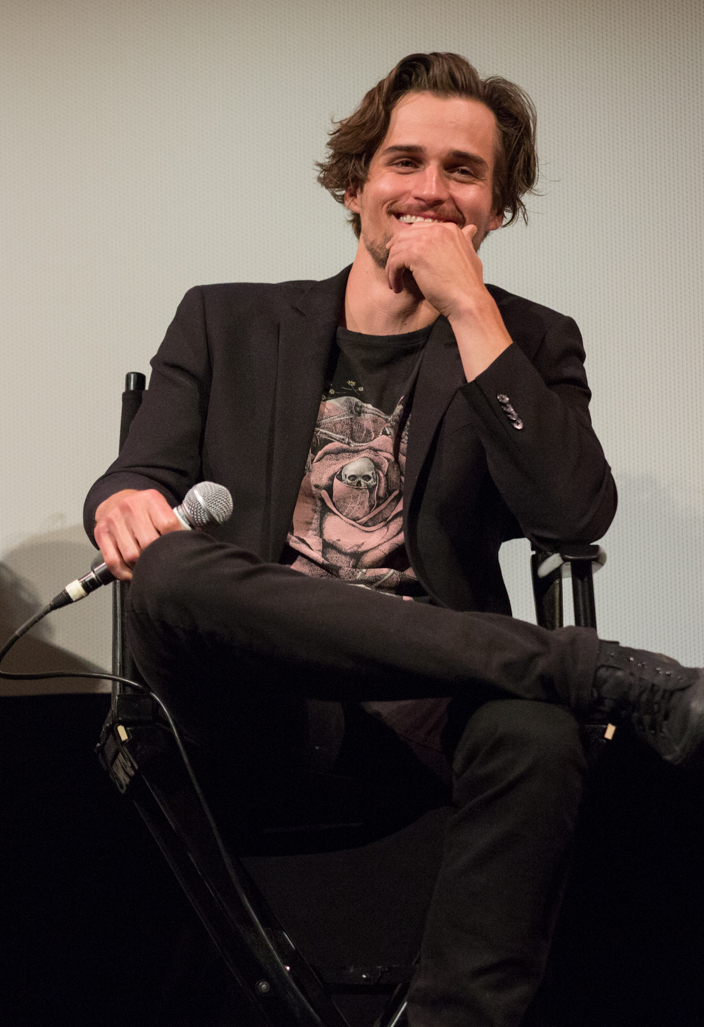
Jon-Michael Ecker (2016)

Jon-Michael William Ecker (* 16. März 1983 in San Marcos, Texas) ist ein US-amerikanischer Schauspieler brasilianischer Abstammung.

## Leben
Jon-Michael Ecker wuchs in Texas auf und ist seit 2010 als Schauspieler aktiv. Zunächst trat er in einigen brasilianischen TV-Serien auf. So übernahm er wiederkehrende Rollen in den Serien Popland! und Gossip Girl: Acapulco. Ab 2015 wirkte er auch in US-amerikanischen Produktionen mit. So war er als Der Löwe in der Netflix-Serie Narcos zu sehen und übernahm etwa in Major Crimes, Navy CIS: New Orleans, Criminal Minds und Chicago Fire Gastrollen. 2014 übernahm er als Marlon Brando in Cantinflas erstmal eine Filmrolle. Von 2016 bis 2019 wirkte Ecker in der Serie Queen of the South mit.
Sein Vater ist der US-amerikanisch-brasilianische Schauspieler Guy Ecker.

## Filmografie (Auswahl)
- 2011: El Equipo (Fernsehserie, 2 Episoden)
- 2011: La fuerza del destino (Fernsehserie, Episode 1x65)
- 2011: Popland! (Fernsehserie, 70 Episoden)
- 2012: Corazón Valiente (Fernsehserie, Episode 1x01)
- 2013: Gossip Girl: Acapulco (Fernsehserie, 26 Episoden)
- 2014: Cantinflas
- 2015: Major Crimes (Fernsehserie, Episode 4x12)
- 2015–2016: Narcos (Fernsehserie, 4 Episoden)
- 2016: Navy CIS: New Orleans (NCIS: New Orleans, Fernsehserie, Episode 3x07)
- 2016–2019: Queen of the South (Fernsehserie, 21 Episoden)
- 2017: Criminal Minds (Fernsehserie, Episode 12x10)
- 2020: For Love (Fernsehfilm)
- 2021: Immer für dich da (Firefly Lane, Fernsehserie, 9 Episoden)
- 2021: Chicago Fire (Fernsehserie, 7 Episoden)
- 2021: Gingerbread Miracle (Fernsehfilm)
- 2023: The Nanny’s Secrets (The Watchful Eye, Fernsehserie, 10 Episoden)